# Escola Superior Gallaecia
A Escola Superior Gallaecia (também ESG ou esGALLAECIA) é um centro universitário de Vila Nova de Cerveira, Portugal, especializado na criação de artes, investigação e divulgação da ciência, cultura e tecnologia, exercido nos domínios do estudo, do ensino e de investigação, ao serviço da identidade cultural lusófona. A escola foi integrada como Departamento na Universidade Portucalense (UPT) em 2021.

## História

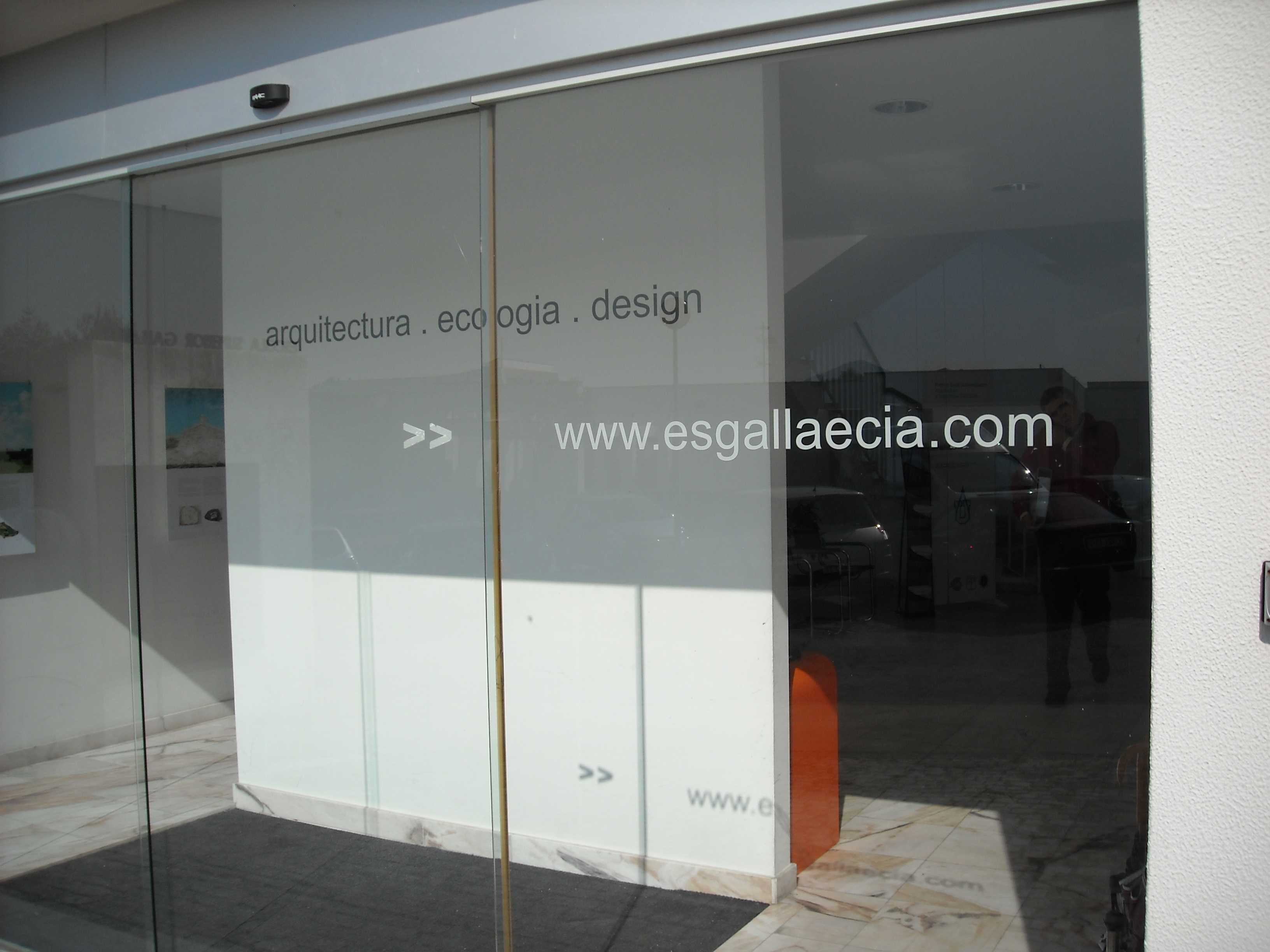
Porta principal da Escola em Cerveira.

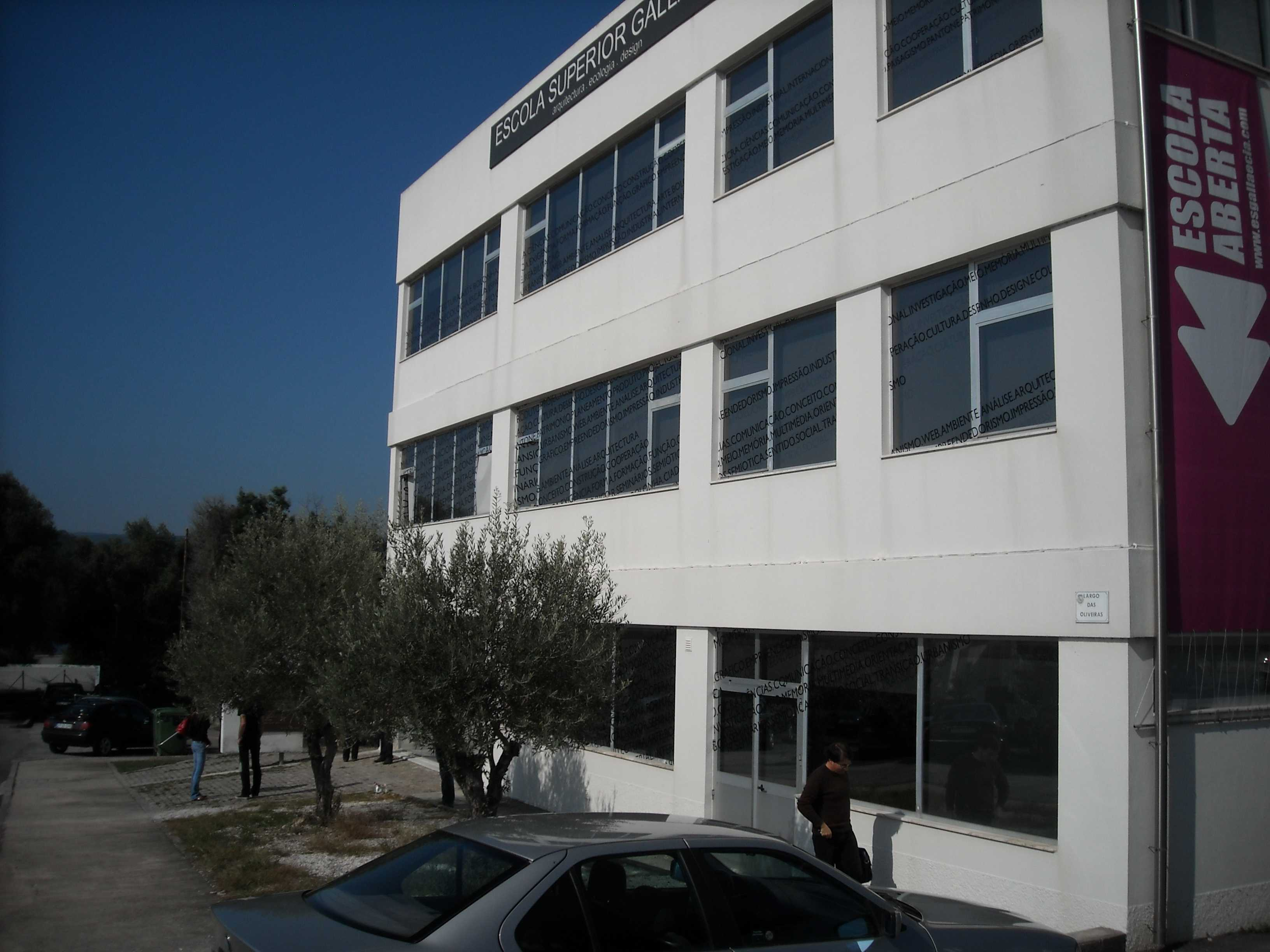
Edifício escolar, antiga Câmara Agrária, no Largo das Oliveiras.

Em 1995, a Escola Superior Gallaecia foi refundada pela Fundação Convento da Orada, que procedeu ao arranque da instituição, das instalações e dos respetivos cursos. A Escola Superior de Arquitetura Gallaecia já possuía atividades educativas antes dessa data. Inicialmente funcionou como uma entidade acadêmica voltada ao ensino de arquitetura e design. Essa etapa anterior permitiu à escola lançar as bases para as disciplinas posteriormente formalizadas em seus cursos oficiais.
Em 2003, a Ordem dos Arquitetos reconheceu o Curso de Licenciatura em Arquitetura e Urbanismo.
No dia 1 de setembro de 2021, a Escola Superior Gallaecia foi integrada na UPT, no Porto. O novo Departamento de Arquitetura e Multimédia Gallaecia mantém o mesmo projeto pedagógico que teve na ESG.

## Cursos
Oferece formação em Arquitetura e Urbanismo e Multimídia e Artes, além de cursos de curta duração.

### Outros artigos
- Eurorregião da Galiza-Norte de Portugal
- Universidade Portucalense